# Girls Just Want to Have Fun
«Girls Just Want to Have Fun» es una canción interpretada por la cantante estadounidense Cyndi Lauper, incluida en su primer álbum de estudio, She's So Unusual (1983). La compañía discográfica Portrait Records, filial de Epic Records, la publicó el 6 de septiembre de 1983 como el primer sencillo del álbum. También figura en los recopilatorios Twelve Deadly Cyns... and Then Some (1994), The Essential Cyndi Lauper y The Great Cyndi Lauper, ambos de 2003. Fue compuesta por Robert Hazard y producida por Rick Chertoff y William Wittman.
La canción ganó fama como un himno feminista, un galardonado video y un gran éxito en todo el mundo. «Girls Just Want to Have Fun» ha sido catalogado como unos de los mejores temas musicales de género pop por la revista Rolling Stone, y las cadenas de televisión MTV y VH1. El sencillo tuvo una gran aceptación mundial a finales de 1983 y principios de 1984, alcanzando el número dos en Estados Unidos. La canción recibió dos nominaciones al premio Grammy en las categorías Grabación del Año y Mejor Interpretación Vocal Pop Femenina.
La canción fue comparada con las de Madonna y Kylie Minogue, y actualmente es considerada un clásico de la cultura y música de la década de los '80, y aparece en varias películas —entre ellas la película con el mismo nombre, Girls Just Want to Have Fun—, y en varios comerciales.

## Antecedentes
La canción fue escrita por Robert Hazard, quien la grabó en 1979. La escribió desde el punto de vista masculino: Un joven mujeriego que se excusaba con sus padres de serlo porque las chicas querían divertirse (refiriéndo a un plano sexual), totalmente alejado del himno femenino como se le conoce. El cambio de dirección en el mensaje de la canción fue por una ligera edición y acomodo que Lauper hizo a la letra, además de darle el punto de vista femenino. Hazard, más tarde, aprobó los cambios. Su versión apareció en su álbum debut She's So Unusual. Es un himno conducido por sintetizador, que apoya el papel de la mujer en la sociedad, y es considerado por muchos como un clásico feminista de la época. Gillian G. Gaar, autora del libro "She's a Rebel: The History of Women in Rock & Roll", considera al vídeo "una fuerte declaración femenista", "un himno de la solidaridad femenina", y "una celebración juguetona de la camaradería femenina".
La canción se ha lanzado una gran cantidad de ocasiones, en varios formatos y versiones. Entre sus rarezas se encuentra un sencillo de CD 3" adentro de una tarjeta de cumpleaños. La cantante ha re-inventado la canción tanto en vivo como en estudio, en este último ha sido en tres ocasiones; en 1994 bajo "Hey Now (Girls Just Wanna Have Fun)" del álbum Twelve Deadly Cyns...and Then Some, en 2005 junto a Puffy AmiYumi para el álbum The Body Acoustic, y finalmente en un mash-up con su canción Set Your Heart en 2009.

## Video musical
El sencillo fue grabado en el verano de 1983. Dirigido por Edd Griles (quien posteriormente también dirigiría el videoclip de Time After Time). La producción estuvo a cargo de Studio Madre. La grabación se llevó a cabo en Lower East Side, Manhattan, y con un presupuesto menos de 35.000 dólares, debido a que el elenco grabó el vídeo por voluntad propia y el préstamo gratuito del equipo de vídeo más sofisticados disponibles en el momento. El reparto incluyó al luchador "capitán", Lou Albano en el papel del padre de Lauper (Cyndi devolvería más tarde el favor como estrella invitada en un episodio del Super Mario Bros. Super Show donde Albano representaba a Mario), mientras que su verdadera madre, Catrine Dominique, se interpretó a sí misma. El abogado de Lauper, Elliot Hoffman, apareció como su compañero de baile. El resto de actores fueron el administrador de Lauper, David Wolf haciendo de extra, su hermano, Butch Lauper como un empresario calvo, el músico Steve Forbert como el novio de Lauper, y un grupo de secretarios tomados de la discográfica.
Una escena de la película El jorobado de Notre Dame aparece cuando Cyndi ve la televisión.
La escena del dormitorio es un homenaje a la película "Una Noche en la Ópera". Al principio del vídeo aparecen extractos de la canción "He's So Unusual".
El vídeo fue dirigido por Edd Griles, y la historia escrita por Ken Walz, Griles y Lauper. El cortometraje hizo su debut en televisión en el mes de diciembre de 1983, y hasta el momento sigue teniendo una gran transmisión.

## Listados y certificaciones

### Gráficos
La canción fue lanzada a finales de 1983, pero tuvo su mayor éxito en el primer semestre de 1984. Alcanzó el Top 10 en más de 25 países, entre ellos el n.º 1 en 10 países, los cuales algunos son Australia, Canadá, Irlanda, Japón, Nueva Zelanda y Noruega. Mientras que en Estados Unidos y Reino Unido llegó al n.º 2.
En el Billboard Hot 100 de Estados Unidos, entró en el puesto nº80 el 17 de diciembre de 1983. Y alcanzó su mayor posición el 10 de marzo de 1984, durante dos semanas, en el n.º 2. En Reino Unido debutó en el lugar nº50 el 14 de enero de 1984 y alcanzó el puesto n.º 2 el 4 de febrero de 1984 durante una semana. En Irlanda, la canción entró en las listas el 29 de enero de 1984. Alcanzó el número uno durante dos semanas, y estuvo en la tabla un total de siete semanas. En Bélgica, la canción debut en el nº38 el 18 de febrero de 1984 y alcanzó el puesto n.º 4 el 7 de abril de 1984. En los Países Bajos, la canción entró en las listas en el número 38 el 25 de febrero de 1984 y alcanzó el puesto n.º 4 el 31 de marzo de 1984. En Suecia, la canción entró en el Nº 13 el 6 de marzo de 1984 y alcanzó el puesto n.º 5 el 3 de abril de 1984, e hizo su trazado durante seis semanas. En Suiza, la canción entró en las listas en el número 15 el 1 de abril de 1984 y alcanzó el puesto n.º 6 el 29 de abril de 1984. En Nueva Zelanda, la canción debutó en el número 21 el 1 de abril de 1984 y alcanzó el puesto n.º 1 el 6 de mayo de 1984, donde permaneció durante tres semanas. En Austria, el sencillo entró en el lugar n.º 3 el 1 de mayo de 1984, que fue su posición máxima.

## Impacto
La canción fue un rotundo hit desde finales de 1983 hasta 1984, escalando a los primeros lugares de las listas Billboard Hot 100,  y obteniendo dos nominaciones a los Premios Grammy. Asimismo, la revista Rolling Stone y medios como MTV y VH1 han considerado al sencillo como uno de los mejores de la década de los 80, del mundo y en la historia del pop. 
La periodista Gillian G. Gaar, autora del libro "She's a Rebel: The History of Women in Rock & Roll", considera el video musical es  "una fuerte declaración feminista".
Ha sido interpretada en numerosas ocasiones por artistas como Katy Perry, Miley Cyrus, Nicki Minaj, Kelly Rowland, entre muchos más.

## Posicionamiento en listas
| País           | Lista                            | Posición |
| -------------- | -------------------------------- | -------- |
| Alemania       | Offizielle Deutsche Charts       | 6        |
| Australia      | Kent Music Report                | 1        |
| Austria        | Ö3 Austria Top 40                | 3        |
| Bélgica        | Ultratop 50 Singles (Flandes)    | 4        |
| Canadá         | RPM Top 100 Singles              | 1        |
| Colombia       | UPI                              | 2        |
| Dinamarca      | IFPI                             | 2        |
| Estados Unidos | Billboard Hot 100                | 2        |
| Estados Unidos | Cashbox Top 100 Singles          | 1        |
| Estados Unidos | Dance Club Songs                 | 1        |
| Estados Unidos | Hot R&B/Hip-Hop Songs            | 80       |
| Estados Unidos | Mainstream Rock Tracks           | 16       |
| Estados Unidos | Top TV Songs                     | 1        |
| Europa         | European Airplay Top 60          | 3        |
| Francia        | SNEP                             | 2        |
| Irlanda        | IRMA                             | 1        |
| Italia         | Musica e dischi'                 | 3        |
| Japón          | Oricon                           | 1        |
| México         | UPI                              | 10       |
| Noruega        | VG-lista                         | 1        |
| Nueva Zelanda  | Official New Zealand Music Chart | 1        |
| Países Bajos   | Nederlandse Top 40               | 3        |
| Países Bajos   | MegaCharts                       | 4        |
| Perú           | UPI                              | 1        |
| Reino Unido    | UK Singles Chart                 | 2        |
| Suecia         | Sverigetopplistan                | 5        |
| Suiza          | Schweizer Hitparade              | 6        |

| País           | Lista                            | Posición |
| -------------- | -------------------------------- | -------- |
| Alemania       | Offizielle Deutsche Charts       | 47       |
| Australia      | Kent Music Report                | 9        |
| Austria        | Ö3 Austria Top 40                | 29       |
| Bélgica        | Ultratop 50 Singles (Flandes)    | 20       |
| Canadá         | RPM Top 100 Singles              | 9        |
| Estados Unidos | Billboard Hot 100                | 15       |
| Estados Unidos | Cash Box                         | 16       |
| Francia        | SNEP                             | 22       |
| Nueva Zelanda  | Official New Zealand Music Chart | 7        |
| Países Bajos   | Nederlandse Top 40               | 40       |
| Países Bajos   | MegaCharts                       | 23       |
| Reino Unido    | UK Singles Charts                | 32       |

## Certificaciones
| País                                          | Organismo Certificador | Certificación | Ventas certificadas | Ref.   |
| --------------------------------------------- | ---------------------- | ------------- | ------------------- | ------ |
| Alemania                                      | BVMI                   | Oro           | 250 000             | [ 55 ] |
| Brasil                                        | ABPD                   | 3× Platino    | 180 000             | [ 56 ] |
| Canadá                                        | Music Canada           | 2× Platino    | 200 000             | [ 57 ] |
| Dinamarca                                     | IFPI Dinamarca         | Platino       | 90 000              | [ 58 ] |
| España                                        | PROMUSICAE             | 2× Platino    | 120 000             | [ 59 ] |
| Estados Unidos                                | RIAA                   | 6× Platino    | 6 000               | [ 60 ] |
| Francia                                       | SNEP                   | Oro           | 500 000             | [ 61 ] |
| Italia                                        | FIMI                   | Platino       | 70 000              | [ 62 ] |
| Reino Unido                                   | BPI                    | 2× Platino    | 1 200 000           | [ 63 ] |
| Certificaciones obtenida por ventas digitales |                        |               |                     |        |
| Japón                                         | RIAJ                   | Oro           | 100 000             | [ 64 ] |
| Estados Unidos                                | RIAA                   | Platino       | 1 000               | [ 65 ] |
| Certificación obtenida por «Hey Now»          |                        |               |                     |        |
| Reino Unido                                   | BPI                    | Oro           | 200 000             | [ 66 ] |

## Formatos

### Sencillo vinilo 7"
1. "Girls Just Want To Have Fun" - 3:55
2. "Right Track Wrong Train" - 4:40 ^

^ Escrito por C. Lauper, E. Greenwich, J. Kent.

### Vinilo 12" promocional
1. "Girls Just Want To Have Fun (Extended Version)" - 6:08
2. "Fun With V. Knutsn (Instrumental)" - 7:10
3. "Girls Just Want to Have Fun (Xtra Fun Remix)" - 5:05

### Sencillo en CD
Fue lanzado en 2007, que además incluye material interactivo extra para computadoras, y un código para descargar un tono de llamada. Fue la primera vez donde la canción "Right Track Wrong Train" se encontraba en formato CD. Aunque fue sacado del mercado al tener problemas con el tono de llamada.
1. "Girls Just Want To Have Fun" - 3:55
2. "Right Track Wrong Train" - 4:40
3. Extra de Computadora

### Otras versiones oficiales
- Album Version – 3:49
- Extended version – 6:08
- Fun with V. Knutsn (Instrumental) – 7:10
- Xtra Fun – 5:05
- Remix – 6:30
- Radio remix – 3:39
- "Girls Just Want to Have Fun" (con Puffy AmiYumi) – 2:59
- Extended remix – 7:24
- More Fun remix – 5:07
- "Girls Just Want to Have Fun" (de la banda sonora "Sugar & Spice")

## Versiones de otros artistas

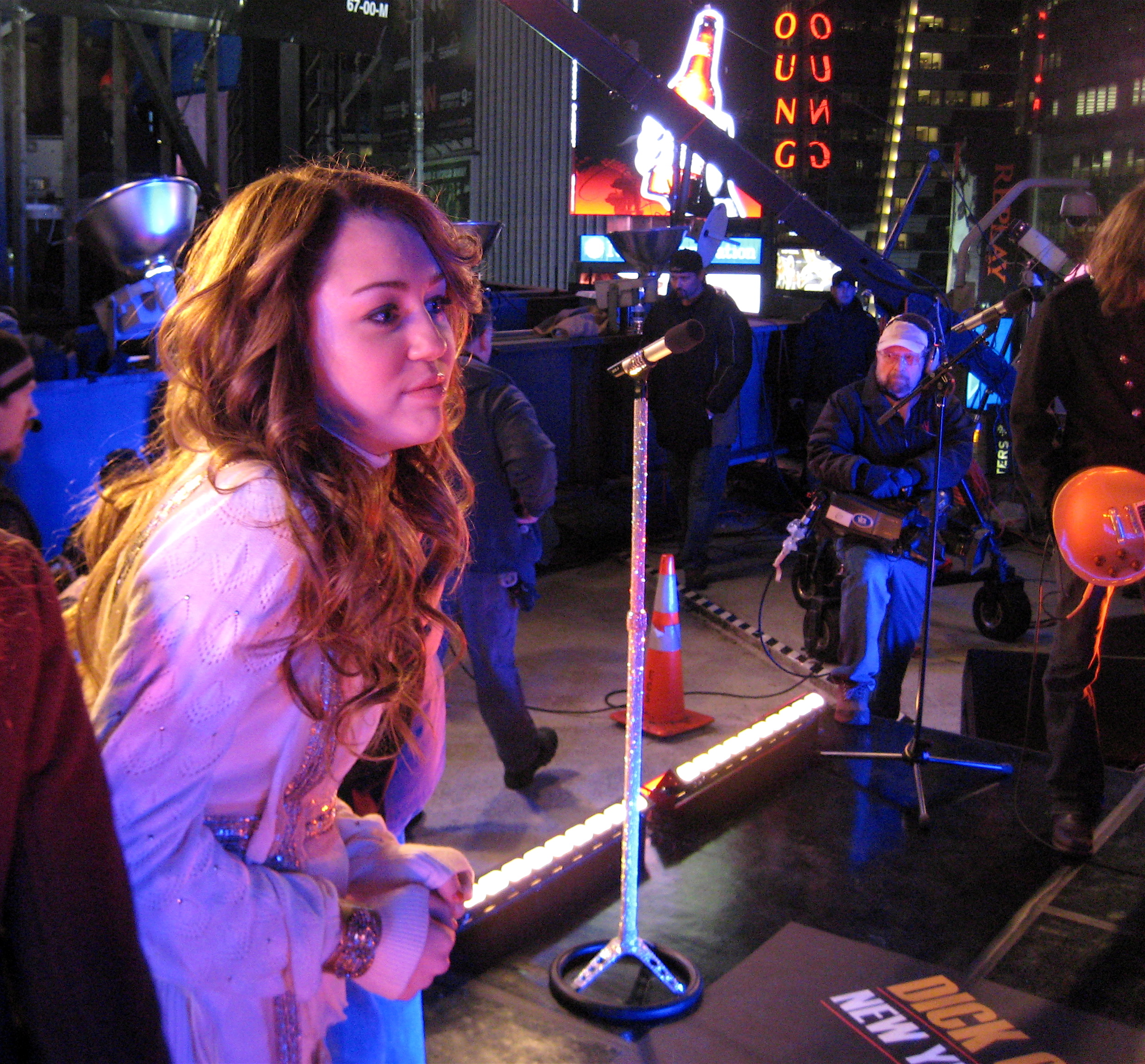
Hasta la fecha la versión más famosa fue la de Miley Cyrus, la cual llegó a la posición 13 del Bubbling Under Hot 100.

Desde su lanzamiento «Girls Just Want to Have Fun» ha sido versionada por numerosos artistas —entre los que destacan: Katy Perry, Kelly Rowland, Emilie Autumn, Estelle, Miley Cyrus, The Cheetah Girls, Jessie J, Nicki Minaj, Laura Natalia Esquivel—, grupos, películas y series de televisión. Por ejemplo, la cantante y violinista Emilie Autumn realizó una versión de la canción, que incluyó en su EP Girls just wanna have fun / Bohemian rhapsody (2008). 
En 1984, The Chipettes realizó una versión para el episodio "The Greatest Show-Offs on Earth" para la serie de TV "Alvin and the Chipmunks", y la banda sonora "Songs from Our TV Shows". Una nueva versión fue grabada en 1990 para el álbum "Rockin' Through the Decades". Big Daddy hizo su versión en 1985 para el álbum "Meanwhile...Back in the States". "Weird Al" Yankovic hizo una parodia de la canción titulada "Girls Just Want to Have Lunch", para su álbum de 1985 "Dare to Be Stupid". 
La actriz y cantante Jamie Lynn Spears lanzó una versión de la canción en 2003, aunque finalmente solo fue lanzada para radio. La cantante y actriz Miley Cyrus creó una versión de esta canción para su disco Breakout, llamada Girls Just Wanna Have Fun con un toque más moderno y fresco. La cantante madrileña Russian Red incluyó en el disco I love your glasses (2008) un tema extra con su versión de este clásico de Cyndi Lauper El grupo mexicano Los Horóscopos de Durango lanzó una versión en español titulada "Solo quiero bailar". Las cantantes Katy Perry y Nicki Minaj realizaron una versión para el festival VH1 Divas Salute The Troops en el 2010. En 2010 el grupo español de folk metal Mägo de Oz incluyó la canción en el sencillo Que el viento sople a tu favor de su álbum Gaia III: Atlantia. En 2011, la serie estadounidense Glee realizó una versión de la canción, la cual fue interpretada por Finn Hudson (Cory Monteith), como parte de una tarea semanal para apoyar a su compañera Santana López (Naya Rivera). La serie estadounidense "Dawson's creek" realizó una versión de la canción que fue interpretada por Audrey Liddell (Busy Philipps) para un concierto en el bar "Hell's Kitchen" con el grupo de Emma Jones (Megan Gray). La banda italiana de Power Metal "Trick or Treat", en su álbum de 2006 "Evil Needs Candy Too", incluyó una versión de esta canción.

## «Hey Now (Girls Just Want to Have Fun)»
«Hey Now (Girls Just Want to Have Fun)» —en español: hey, ahora (las chicas solo quieren divertirse)— fue el primer sencillo de Cyndi Lauper para su primer álbum de grandes éxitos Twelve Deadly Cyns...and Then Some.

### Información de la canción
Es una nueva versión de su éxito «Girls Just Want to Have Fun» pero en una versión totalmente adaptada al Reggae. Lauper realizó varias versiones de "Hey Now" durante sus conciertos antes de la versión que vemos en Twelve Deadly Cyns...and Then Some.
Todo empezó cuando ella estaba de gira por Hat Full of Stars Tour. Ella realizó una versión de la canción que era muy diferente en el concierto de Madrid, y cambiaba mucho para el concierto de Toronto. Estas pre-versiones eran más como la versión original, pero con el "Hey Now" coro. Sin embargo, en los Gay Games es probablemente la primera vez en que la versión actual de "Hey Now!", donde se realizó completamente con drag queens y todos como en el vídeo de la canción.
"Hey Now" aparece en los créditos de la película A Wong Foo, Gracias por Todo.
La canción fue un gran regreso para Cyndi Lauper en las listas, al entrar al top 10 y top 40 en muchos países y fue un éxito dance en los Estados Unidos. Alcanzó la posición n.º 4 en el Reino Unido y Nueva Zelanda, la posición más alta del sencillo.

### Listado de canciones del sencillo
1. Hey Now (Girls Just Want To Have Fun) (Single Edit) - 3:39
2. Hey Now (Girls Just Want To Have Fun) (Mikey Bennett's "Carnival" Version Edited) con Patra - 4:09
3. Hey Now (Girls Just Want To Have Fun) (Sly & Robbie's "Home Grown" Version) con Snow - 4:16
4. Hey Now (Girls Just Want To Have Fun) (Vásquez Remix "Pop Goes The Dancehall") con Snow - 5:04
5. Girls Just Want To Have Fun (Original Version) - 3:54

### Posicionamiento en listas y certificaciones
| Lista (1994–95)                 | Posición más alta |
| ------------------------------- | ----------------- |
| Australian ARIA Singles Chart   | 62                |
| Francia                         | 3                 |
| Alemania                        | 56                |
| Irish Singles Chart             | 10                |
| Japón                           | 8                 |
| New Zealand RIANZ Singles Chart | 4                 |
| Suecia                          | 38                |
| Suiza                           | 37                |
| UK Singles Chart                | 1                 |
| EE. UU. Billboard Hot 100       | 87                |

### Versiones oficiales
- Factory Dub version – 6:50
- Junior Vasquez remix "Dancehall Main" – 5:46
- Junior Vasquez remix "Harder Dancehall" – 5:46
- Junior Vasquez remix "Lounge Dub" – 6:00
- Junior Vasquez remix "Lounge Mix" – 6:12
- Junior Vasquez remix "Pop Goes the Dancehall" – 4:58
- Junior Vasquez Soundfactory mix – 7:40
- Mikey Bennett's "Carnival" version – 6:04
- Mikey Bennett's "Carnival" version edited – 4:09
- Single edit – 3:39
- Sly & Robbie's "Home Grown" version – 4:16
- Straight Up Pass version – 7:13
- Techno dub – 3:55
- Techno Main mix – 8:23

## Premios y nominaciones
| Año  | Premios                | Categoría                               | Resultado |
| ---- | ---------------------- | --------------------------------------- | --------- |
| 1983 | American Video Awards  | Mejor Presentación Femenina en Vídeo    | Ganador   |
| 1984 | MTV Video Music Awards | Vídeo del Año                           | Nominado  |
| 1984 | MTV Video Music Awards | Mejor Artista Nuevo                     | Nominado  |
| 1984 | MTV Video Music Awards | Mejor Vídeo Femenino                    | Ganador   |
| 1984 | MTV Video Music Awards | Mejor Concepto en Vídeo                 | Nominado  |
| 1984 | MTV Video Music Awards | Elección del Espectador                 | Nominado  |
| 1984 | MTV Video Music Awards | Mejor Resultado Global                  | Nominado  |
| 1985 | Premios Grammy         | Grabación del Año                       | Nominado  |
| 1985 | Premios Grammy         | Mejor Interpretación Pop Vocal Femenina | Nominado  |

### Otros reconocimientos
| Año  | Por           | Lista                           | Trabajo                       | Número |
| ---- | ------------- | ------------------------------- | ----------------------------- | ------ |
| 1993 | Rolling Stone | Los 100 Mejores Videos          | «Girls Just Want To Have Fun» | #22    |
| 1999 | MTV           | Los 100 Mejores Vídeos Creados  | «Girls Just Want To Have Fun» | #58    |
| 2001 | VH1           | 100 Grandes Vídeos              | «Girls Just Want To Have Fun» | #45    |
| 2006 | VH1           | 100 Grandes Canciones de los 80 | «Girls Just Want To Have Fun» | #23    |